# Nyambe Mulenga
Nyambe Mulenga (Chingola, 27 de agosto de 1987) é um futebolista profissional zambiano que atua como defensor.

## Carreira
Nyambe Mulenga integrou a Seleção Zambiana de Futebol que disputou o Campeonato Africano das Nações de 2012.

## Títulos
Zambia
- Campeonato Africano das Nações: 2012